# Ahang Bashi
Ahang Bashi, född 15 september 1984 i Shiraz, Iran, är en svensk filmregissör.

## Biografi
Bashi föddes 1984 i Shiraz i Iran och flyttade till Sverige när hon var tre år gammal. Nu bor och verkar hon från Stockholm. Hon studerade socialantropologi på Högskolan Dalarna, innan hon upptäckte filmen. 2011 gick hon ut Dramatiska Institutets dokumentärfilmsutbildning, där hon bland annat regisserat den prisbelönta dokumentären Paradiset samt Randy Evaluates Sweden under studietiden.
2016 hade hennes självbiografiska långfilmsdokumentär Skörheten premiär på Göteborgs filmfestival, och gick upp på svenska biografer den 16 september. Filmen fick lysande recensioner och blev nominerad till en Guldbagge 2016 i kategorin Bästa film.

## Filmografi
- 2007 – Mitt namn är Ahang
- 2008 – Medan vi väntar
- 2008 – Kontrollen
- 2009 – Paradiset
- 2010 – Randy Evaluates Sweden
- 2016 – Skörheten